# Artem Stepanow
Artem Romanowytsch Stepanow (ukrainisch Артем Романович Степанов, englisch Stepanov; * 10. August 2007 in Luzk) ist ein ukrainischer Fußballspieler, der beim Bundesligisten Bayer 04 Leverkusen unter Vertrag steht und zurzeit auf Basis einer Leihe beim 1. FC Nürnberg spielt.

## Leben
Artem Stepanow kam 2007 im ukrainischen Luzk zur Welt. 2022 flüchtete er aufgrund des russischen Angriffskrieges auf die Ukraine ins Rheinland und stand fortan in der Jugend von Bayer Leverkusen unter Vertrag.

## Karriere

### Verein
Die ersten neun Jahre seiner fußballerischen Karriere verbrachte Stepanow in diversen Jugendmannschaften seines Heimatvereins Wolyn Luzk. 2020 schloss er sich dem Nachwuchs des ukrainischen Erstligisten Schachtar Donezk an. Kurz nach Beginn des russischen Angriffskriegs auf die Ukraine wechselte er 2022 in die U17-Jugendmannschaft des deutschen Bundesligisten Bayer Leverkusen. Anfang 2024 gab der Bundesligist die langfristige Verlängerung mit Stepanow bis 2027 bekannt. Am 28. August 2024 stand er im DFB-Pokal-Spiel gegen den FC Carl Zeiss Jena erstmals im Profi-Kader. Sein Profi-Debüt feierte Stepanow am 26. November 2024 in der Champions League gegen RB Salzburg. Mitte 2025 wechselte er auf Leihbasis für eine Saison zum 1. FC Nürnberg.

### Nationalmannschaft
Stepanow kam 2023 zu seinem Nationalmannschaftsdebüt, als er am 10. Mai für die ukrainische U16-Nationalmannschaft zum Einsatz kam. Im Oktober des gleichen Jahres debütierte er für die U17-Nationalmannschaft seines Herkunftslandes, für die er in acht Spielen sechs Tore erzielen konnte. Im September 2024 absolvierte Stepanow sein erstes Spiel für die U19-Nationalmannschaft der Ukraine.